# Clowns in de zorg
Clowns in de zorg zijn mensen die als clown spelen en werken in de zorg voor kinderen en volwassenen met een ernstige ziekte of een verstandelijke en/of meervoudige beperking.

## Cliniclowns
Cliniclowns is een van oorsprong Amerikaanse organisatie die speciaal getrainde clowns naar ernstig zieke kinderen in ziekenhuizen stuurt om hun verblijf daar wat aangenamer te maken. De clowns bieden kinderen die ernstig ziek of gehandicapt zijn of die een traumatische ervaring hebben gehad wat afleiding waardoor zij hun ziekte even kunnen vergeten. Ze helpen de kinderen om zich aan te passen aan de nieuwe omgeving en leidden hun aandacht af van enge en vervelende procedures.
De Cliniclowns gebruiken verschillende technieken om de kinderen op te vrolijken en te bereiken. Ze gebruiken goocheltrucs, muziek, en vertellen verhalen. Het kind kan zelf steeds kiezen wat het wil doen, een goocheltruc leren, een mime-voorstelling zien of gewoon spelen. Door zo'n ontspannen en leuke sfeer te creëren kunnen de clowns de kinderen helpen om om te gaan met de emoties die ze in hun genezingsproces kunnen tegenkomen; angst, eenzaamheid, en verveling.  
De clown die in het ziekenhuis of de instelling bij het kind op bezoek gaat heeft een speciale opleiding gehad en kan inspelen op de problematiek van het zieke kind. Vaak hebben de clowns zelf ook een diploma geneeskunde of pedagogie. Ze werken ook samen met de dokters, het verzorgingsteam en psychologen die het kind in kwestie goed kennen. De cliniclowns komen in bijna elk ziekenhuis in België.
Professionele Cliniclowns begonnen in ziekenhuizen te werken vanaf 1986 door de organisatie Big Apple Circus Clown Care unit Clown Care Unit. De ideeën omtrent deze organisatie komen van Patch Adams. In 1993 werd Stichting Cliniclowns Nederland opgericht door professor Tom Voûte van het Emma Kinderziekenhuis te Amsterdam.
De Clowndoctoren zijn actief in Australië, Brazilië, de Verenigde Staten, Israël en overal in Europa. Daarnaast bestond in Nederland ook de organisatie Pleisterclowns. Deze organisatie richtte zich vooral op de kleinere, perifere ziekenhuizen. In 2003 zijn beide organisaties gefuseerd, waarbij de naam cliniclowns gehandhaafd bleef.
Sinds 2011 is het kantoor van de Stichting Cliniclowns Nederland gevestigd in de Wielendraaierij, een van de gebouwen op het terrein van de voormalige Wagenwerkplaats van de NS te Amersfoort.

## Angst of afkeer onder kinderen
Uit Brits onderzoek uit januari 2008 bleek dat kinderen ook angstig of afwijzend kunnen reageren op afbeeldingen van clowns.